# Dasineura banksiae
Dasineura banksiae är en tvåvingeart som beskrevs av Peter Kolesik 2007. Dasineura banksiae ingår i släktet Dasineura och familjen gallmyggor. Inga underarter finns listade i Catalogue of Life.